# Абай (журнал)
«Абай» — казахстанский научный, экономический и литературный журнал на казахском издававшийся в Семипалатинске с февраля по октябрь 1918 года организацией «Жанар», а затем «Компанией Вак Горный». Всего было опубликовано 12 номеров. Редактор — Джусупбек Аймаутов. Возобновлён в 1990-х годах как республиканский литературно-художественный и фольклорно-этнографический журнал на казахском и русском языках.

## История
4 февраля 1918 года вышел первый номер журнала «Абай». Инициатором и первым редактором журнала стал казахский общественный деятель и писатель Жусипбек Аймауытов. Активное участие в работе журнала принимал Мухтар Ауэзов. Журнал пропагандировал не только произведения Абая, но и поднимал насущные вопросы культуры и литературы, истории и этнографии. Печатались статьи об общественной и духовной жизни, о науке и философии, социальных проблемах, взаимоотношениях мужчин и женщин, и даже — о банковском деле.
Журнал планировался к выпуску в Семипалатинске ещё в 1914 году: в связи с десятилетием смерти Абая Кунанбаева казахская интеллигенция подняла вопрос о новом периодическом издании. Но выпуск первого номера журнала был отложен, возможно, из-за начала Первой мировой войны.
В журнале печатались известные люди своего времени, прогрессивно настроенная интеллигенция, многие из них — алашординцы: Шакарим Кудайбердиев, Султанмахмут Торайгыров, Сабит Донентаев, Турагул Кунанбаев, Магжан Жумабаев, Идрис Мустанбаев, Турар Рыскулов, Халел Досмухамедов и другие.
В первом номере [[Джусупбек Аймаутов рассказал почему журнал назвали «Абай»: «Абай — не только великий поэт казахского народа, он — философ-гуманист, основоположник современной казахской письменной литературы, композитор, просветитель, призывавший казахов к знаниям и образованию…» Уже тогда отмечалась исключительная роль Абая в культурной и духовной жизни казахского народа, в формировании основы для построения будущего.
В журнале впервые увидели свет некоторые из «Слов назиданий» Абая, переводы русских и мировых классиков. Например, в первом номере — перевод Мухтара Ауэзова произведения «Будда» Л. Н. Толстого. Молодой писатель активно печатался в журнале. В своих публицистических статьях кроме актуальных тем просвещения, культуры и науки, Ауэзов пишет о необходимости строительства заводов и фабрик, разработки рудников и техническом оснащении производства.
Интересна статья Ауэзова «О Японии» в четвёртом номере за 1918 год, о том, как японцы с особой ответственностью относятся к образованию и обучению нового поколения. Как известно, лидер казахской партии «Алаш» Алихан Букейханов мечтал превратить Казахскую степь во вторую Японию, которая за сравнительно короткий срок превратилась из отсталой феодально-аграрной страны самураев в мировую державу.
Статья поэта, публициста и педагога Сабита Донентаева «О казахских женщинах» полна прогрессивных демократических мыслей, поднимается проблема положения женщин-казашек в обществе. Также Донентаев затрагивает вопрос о необходимости развития в человеке его способностей.
Интересно, что многие публикации выходили под псевдонимом. Например Аймауытов и Ауэзов подписывались ЕКЕУ (ДВОЕ).
Журнал издавался арабской графикой и насчитывал 900 подписчиков. Как и любое издание, журналу требовалась финансовая поддержка. Издание журнала за 1918 год полностью обеспечили известные в Семипалатинске и за его пределами состоятельные люди, купцы-меценаты. Каражан Укибаев, основатель мясной и кожевенной промышленности в Семипалатинске, обеспечил зданием типографии, печатной машинкой и даже редким в ту пору телефоном. Большую помощь оказывал Сейткул Мухамедханов, отец Каюма Мухамедханова.
Долгое время считалось, что в 1918 году вышло всего 11 номеров журнала. В 2017 году в Алматы в музее Мухтара Ауэзова найден последний, 12-й выпуск журнала «Абай». После долгих поисков его обнаружила старший преподаватель кафедры журналистики КазНУ имени Аль-Фараби Алтын Акынбекова. На раритетных страницах — произведения Мухтара Ауэзова, стихотворения Абая и Магжана Жумабаева. К 100-летию журнала издание вышло в свет на кириллице.

## Наши дни
В 1992 году, уже в независимом Казахстане Каюм Мухамедханов, основоположник научного абаеведения, текстолог, сподвижник Мухтара Ауэзова, вместе с коллегой Рысханом Мусиным возродил журнал «Абай». Мухамедханов постоянно публиковался на страницах журнала, продолжая вносить вклад в науку об Абае. Интерес к его материалам был настолько велик, что порой половина журнала состояла из публикаций Мухамедханова. В течение многих лет он был почётным председателем редколлегии. В настоящий момент главным редактором является журналист, поэт и абаевед Муратбек Оспанов, президент Республиканского фонда «Абай». Журнал публикует материалы на казахском и русском языках.